# أو يونغ واي سوم
كاثرين أو يونغ واي سوم (بالصينية: 歐陽慧心) (من مواليد 16 أكتوبر 1984) هي مبارزة السيف العربي من هونغ كونغ، الصين.
تعلمت يونغ المبارزة مع بعض صديقاتها. انضمت إلى الفريق الوطني في عام 2004 بعد أن لاحظها مدرب وطني في مسابقة بين المدارس. فازت بميدالية فضية في البطولة الآسيوية عام 2005 وميدالية برونزية للفريق في دورة الألعاب الآسيوية 2006. فازت بميدالية فضية في كأس العالم 2010 بمدينة باتايا. في الألعاب الجامعية الصيفية 2011 وصلت إلى الدور نصف النهائي بعد هزيمة الرومانية مهايلا بولتيتش ثم خسرت أمام رومانية أخرى بيانكا باسكو وفازت بالميدالية البرونزية.
تخرج يو يونغ في التسويق من جامعة هونغ كونغ البوليتكنيك.

## روابط خارجية
- أو يونغ واي سوم على موقع الاتحاد الدولي للمبارزة (الإنجليزية)